# South East Technological University
Die South East Technological University (kurz: SETU, irisch Ollscoil Teicneolaíochta an Oirdheiscirt) ist eine Technische Universität mit Einzugsbereich im Südosten von Irland. Sie ist der Nachfolger zweier technischer Institute:
- Waterford Institute of Technology (WIT) und
- Institute of Technology, Carlow (ITC).

Sie wird ihren Betrieb offiziell im Mai 2022 aufnehmen und die einzige Universität in Waterford sein. Sie hat nach offiziellen Angaben zum Start 20.000 Studenten mit 1.800 Mitarbeitern.

## Geschichte
Das Waterford Institute of Technology (WIT) eröffnete 1970 als technische Hochschule (Regional Technical College) und erhielt seinen bis 2022 gültigen Namen am 7. Mai 1997. Der erste Versuch zur Anerkennung des Status als Universität scheiterte im Jahr 2006.
Das Institute of Technology, Carlow (ITC) wurde 1960 gegründet und bestand seither als technisches Institut.
WIT und ITC formten auf Grundlage des Technical Universities Act von 2019 ein Konsortium, das sich in Folge erfolgreich für den Status als Universität bewarb.
Nach mehreren Jahren der Planung unter dem Arbeitstitel Technological University for the South East Ireland (kurz: TUSE) wurde die Gründung der SETU im November 2021 verkündet. Die SETU wird insgesamt acht Campi betreiben, davon sind fünf Teil des ehemaligen WIT und drei Teil des ehemaligen ITC.